# Liste der Naturdenkmale in Insheim
Die Liste der Naturdenkmale in Insheim nennt die im Gemeindegebiet von Insheim ausgewiesenen Naturdenkmale (Stand 23. Mai 2024).

## Naturdenkmale
| Nr.         | Bezeichnung             | Lage                                     | Beschreibung        | Bild                                    |
| ----------- | ----------------------- | ---------------------------------------- | ------------------- | --------------------------------------- |
| ND-7337-220 | Naturquelle             | südöstlich des Ortes; Flur Nauweide Lage | ungefasste Quelle   | Direkt Bild zu diesem Denkmal hochladen |
|             | Linden auf dem Friedhof | Friedhofstraße, auf dem Friedhof Lage    | Tilia sp., 30 Bäume | Direkt Bild zu diesem Denkmal hochladen |